# Christoph Böninger
Christoph Böninger (* 1957 in Düsseldorf) ist ein deutscher Industriedesigner und Unternehmer. Seit 2018 ist er Chairman der iF Design Foundation.

## Leben

### Ausbildung und frühe Karriere
Böninger studierte Industriedesign an der Hochschule München, wo er als Student auf den Designer und Professor Norbert Schlagheck traf. 1982 entwickelte er im Rahmen seiner Diplomarbeit eine Laptop-Studie, die von einigen Autoren als weltweit erster Laptop bezeichnet wird. Sie entstand etwa zeitgleich mit dem ersten kommerziellen Laptop, dem GRiD Compass 1100 von Bill Moggridge. Diese Arbeit wurde später in die Pinakothek der Moderne in München aufgenommen. Für seine Diplomarbeit erhielt Böninger den Bundespreis Design und ein Preisgeld von 10.000 Mark, das ihm ein Studiensemester am Pasadena Art Center in Los Angeles ermöglichte.
Nach seinem Studium arbeitete er bis 1987 für das Büro Schlagheck und Schultes, bevor er Herbert Schultes zu Siemens folgte, da dieser ab 1985 Chefdesigner von Siemens war. Böninger wechselte in die USA, um das dortige „Department of Design“ von Siemens zu leiten.

### Karriere als Designer und Unternehmer
Im Jahr 2000 wirkte Böninger mit, aus Siemens Design das international agierende Designstudio designafairs zu formen, das Niederlassungen in Deutschland, den USA und China unterhielt. Bereits 1997 war er in den Verwaltungsrat eingetreten und übernahm im Jahr 2003 die Geschäftsführung.
Er engagierte sich zudem als Vorsitzender des Design Zentrums München, als Mitglied im Fachbeirat des IFG Ulm und als Mitglied des DesignLabors in Bremerhaven. Von 2005 bis 2020 war er 15 Jahre lang Mitglied des Vorstands der Haniel Stiftung.
2010 gründete Böninger den Möbelhersteller Auerberg im bayerischen Oberland. Seine Möbelentwürfe wurden u. a. in die Ständige Sammlung der Neuen Sammlung, Pinakothek der Moderne in München aufgenommen.

### Weitere Tätigkeiten
Böninger fungierte 2005 als Herausgeber des mehrfach ausgezeichneten Buches form:ethik. Seit 2015 ist er Kurator der Hochschule Burg Giebichenstein in Halle (Saale). 2020 wurde er Mitglied der Jury des Deutschen Nachhaltigkeitspreises.

## Werke (Auswahl)
- Soester Hocker für Auerberg
- Bücherkarre für Auerberg
- Sax Side Table, 2017 für ClassiCon
- Zelos Home Desk, 2008 für ClassiCon
- Q.1, 2008 für Berker
- Obstschale für WMF/Auerhahn

## Ausstellungen (Auswahl)
- Auerberg Boxes, Pinakothek der Moderne, 2015
- Norm is Form, Zeche Zollverein, 2010
- 4:3 Fünfzig Jahre italienisches und deutsches Design, Kunst- und Ausstellungshalle der Bundesrepublik Deutschland, 2000
- Münchner Räume, Münchner Stadtmuseum, 1991

## Publikationen
- Public Value und Designstudium 2025 Hg. mit Annette Diefenthaler, Fritz Frenkler, Karenina Schröder und René Spitz. 2025.
- Designstudium Deutschland 2023. Der Beitrag zum Gemeinwohl. / Design Education in Germany 2023. Contribution to Public Value Hg. mit Annette Diefenthaler, Fritz Frenkler, René Spitz. 2023, ISBN 978-3-89986-392-5
- Designing Design Education. Weißbuch zur Zukunft der Designlehre. / White book on the future of design education. Hg. mit Susanne Schmidhuber, Fritz Frenkler. 2021, ISBN 978-3-89986-341-3
- Vorwort, In: Felix Torkar: Apple Design. Eine Analyse. 2020, ISBN 978-3-89986-328-4
- Industrial Design. Wandel Eines Berufsbildes, In: Marketing Review St. Gallen, Bd. 24, 1.5.2007, S. 2–3
- Form: Ethik. Ein Brevier für Gestalter. (als Herausgeber) Hajo Eickhoff, Jan Teunen: München 2006.
- Die Farbe eines Unternehmens. Farbe und Corporate Identity, In: Arnica-Verena Langenmaier: Die Farbe Der Dinge, Schriftenreihe des Designzentrum München, Bd. 4, 1994, ISBN 3-925560-71-8